# Сандра Казікова
Сандра Казікова (чеськ. Sandra Kazíková, 13 липня 1976) — чеська плавчиня.
Учасниця Олімпійських Ігор 2004, 2008 років.